# Arrhopalites buekkensis
Arrhopalites buekkensis is een springstaartensoort uit de familie van de Arrhopalitidae. De wetenschappelijke naam van de soort is voor het eerst geldig gepubliceerd in 1969 door Loksa.